# Banque d'Italie
La Banque d'Italie (en italien : Banca d'Italia ou Bankitalia) est la banque centrale italienne, dont le siège est à Rome, dans le palais Koch, partie intégrante du Système européen de banques centrales (SEBC) depuis 1998. C'est un organisme de droit public dont la mission est de maintenir la stabilité des prix ainsi que la stabilité et l'efficacité du système financier, en application du principe de protection de l'épargne établi par l'article 47 de la Constitution.

## Histoire

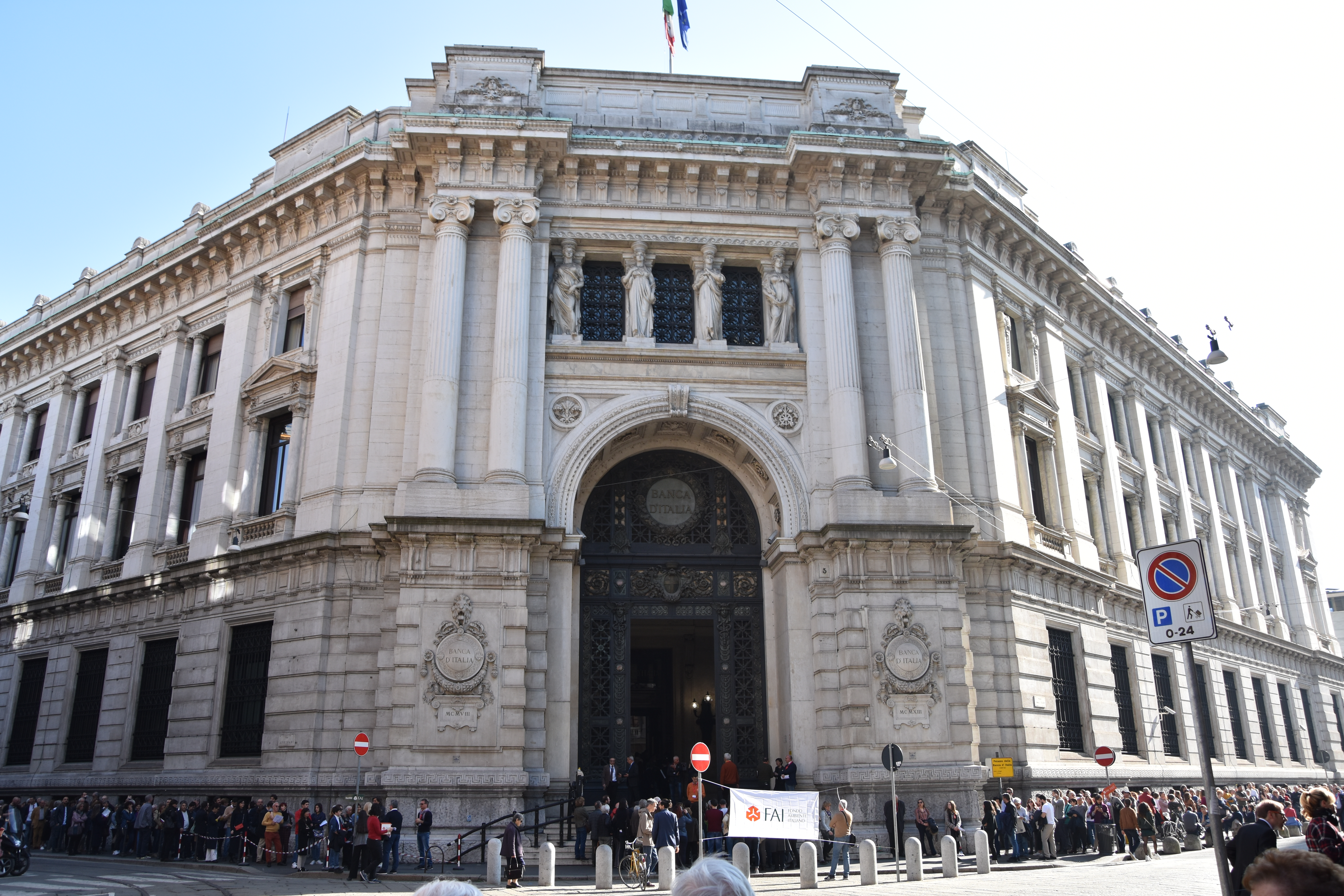
Bâtiment de la Banque d'Italie à Milan

Après la proclamation de l'unification italienne en 1861, six établissements de crédits régionaux se partageaient le privilège d'émission de la monnaie, mais aussi la gestion des effets de commerce et de l'escompte, à savoir : Banca Romana, Banca nazionale di Torino, Banco di Napoli, Banco di Sicilia, Banca nazionale toscana et Banca toscana di credito per le industrie e il commercio d’Italia.
La Banca nazionale di Torino devient en 1867 la Banca nazionale nel Regno d'Italia. Entre 1888 et 1893, l'Italie traverse une grave crise financière, qui culmine avec le « scandale de la Banca Romana » en mars 1893. À la suite de cela, l’État italien fait voter la loi du 10 août 1893 (no 449) qui autorise la fusion de la Banca nazionale nel Regno avec deux banques régionales plus petites, la Banca nazionale toscana et la Banca toscana di credito : la Banca d'Italia est née.
Cet établissement centralise désormais l'émission de la monnaie et repose sur des statuts privés. Seuls le Banco di Napoli et le Banco di Sicilia conservent la faculté d'émettre des billets en lires italiennes, statuts confirmés par la loi du 28 avril 1910.
En 1926, une nouvelle réforme fait de la Banque d'Italie la banque centrale du pays ayant le privilège d'émission des billets, avec en plus un pouvoir de vigilance sur les autres banques. En 1928, un poste de gouverneur est créé.
La loi du 12 mars 1936 transforme profondément les statuts de la Banque d'Italie : elle devient alors un organisme de droit public (ce n'est pas une nationalisation), dans le cadre de la réforme et du sauvetages des entreprises italiennes par Mussolini. Sa mission est d'ailleurs de « superviser les banques italiennes et d'émettre des billets de banque ».
Après 1943-44, sous l'impulsion des États-Unis, la Banque retrouve peu à peu un statut d'économie mixte, la présence d'investisseurs privés gagnant en puissance.
À partir de 1946, l'inflation reprit de la vigueur, alimentée par un excès de liquidités et alimentée à la fois par le besoin du Trésor de se financer en monnaie et par l'expansion du crédit bancaire.
En 1948, elle devient l'indicateur principal et référentiel du taux d'escompte.
En matière de politique monétaire, la loi n° 82 du 7 février 1992 confère au gouverneur le pouvoir de modifier, selon ses propres dispositions et en fonction des besoins de contrôle de la liquidité du marché, le taux d'escompte et les intérêts sur les avances en compte courant et à échéance fixe. Concernant le système financier italien.

## Actionnaires
La Banque d'Italie détenait 300 000 actions d'une valeur nominale de 25 000 €. Initialement dispersées entre les banques italiennes, ces actions se sont accumulées à la suite de la fusion des banques depuis les années 1990, ainsi que de plusieurs organismes de retraite et de sécurité sociale. Les statuts de la banque stipulent qu'un minimum de 54 % des bénéfices reviennent à l'État italien et que seulement 6 % au maximum sont distribués sous forme de dividendes selon les ratios d'actionnariat. Malgré cela, la Banque d'Italie se distingue des banques centrales de l'Eurosystème par l'absence de participation de l'État (la Banque nationale de Belgique et la Banque de Grèce ont une participation mixte).

## Gouverneurs
La direction est assurée par un gouverneur, assisté par un conseil de 13 membres (Consiglio superiore) élus pour cinq ans et rééligible deux fois. Bien que la Banca d'Italia ait été fondée en 1893, la charge de gouverneur n'a été créée qu'en 1928. Auparavant, les fonctions de l'actuel gouverneur étaient remplies par un directeur général (fonctions qui ont subsisté en changeant d'attributions).
Directeur général :
- 1893 - 1894 : Giacomo Grillo
- 1894 - 1900 : Giuseppe Marchiori
- 1900 - 1928 : Bonaldo Stringher

### Gouverneur
| Rang | Nom                  | Mandat      |
| ---- | -------------------- | ----------- |
| 1er  | Bonaldo Stringher    | 1928–1930   |
| 2e   | Vincenzo Azzolini    | 1931–1944   |
| 3e   | Luigi Einaudi        | 1945–1948   |
| 4e   | Donato Menichella    | 1948–1960   |
| 5e   | Guido Carli          | 1960–1975   |
| 6e   | Paolo Baffi          | 1975–1979   |
| 7e   | Carlo Azeglio Ciampi | 1979–1993   |
| 8e   | Antonio Fazio        | 1993–2005   |
| 9e   | Mario Draghi         | 2006–2011   |
| 10e  | Ignazio Visco        | 2011–2023   |
| 11e  | Fabio Panetta        | Depuis 2023 |

Jusqu'à la loi sur l'épargne promulguée le 28 décembre 2005, le gouverneur était nommé à vie et inamovible. À la suite du scandale de la Banca Popolare Italiana impliquant le gouverneur Antonio Fazio, le gouvernement de Silvio Berlusconi a introduit deux réformes d'importance : 
- le mandat est limité à six ans ;
- le gouverneur peut être destitué par le Parlement.

Nommé pour six ans en vertu de la loi sur l'épargne, Mario Draghi fut le neuvième gouverneur de la Banque centrale. Il fut nommé gouverneur de la Banque centrale européenne à compter du 1er novembre 2011 et remplacé par Ignazio Visco.

## Institut monétaire
Le palais Koch situé via Nationale à Rome, l'actuel siège de la banque, a été depuis 1888, puis après 1926 et jusque dans les années 1990, l'imprimerie des billets de banque italiens. Il abrite aujourd'hui un musée de la monnaie.
Exemples de billets imprimés par l’institution :
- Billet de 50 000 lires Leonardo
- 100 000 lires Manzoni
- 500 000 lires Raffaello